# Michael Pollan
Michael Pollan, né le 6 février 1955 à New York, est un journaliste, essayiste, militant et professeur de journalisme américain à l'UC Berkeley Graduate School of Journalism (en) de l'université de Californie.

## Biographie

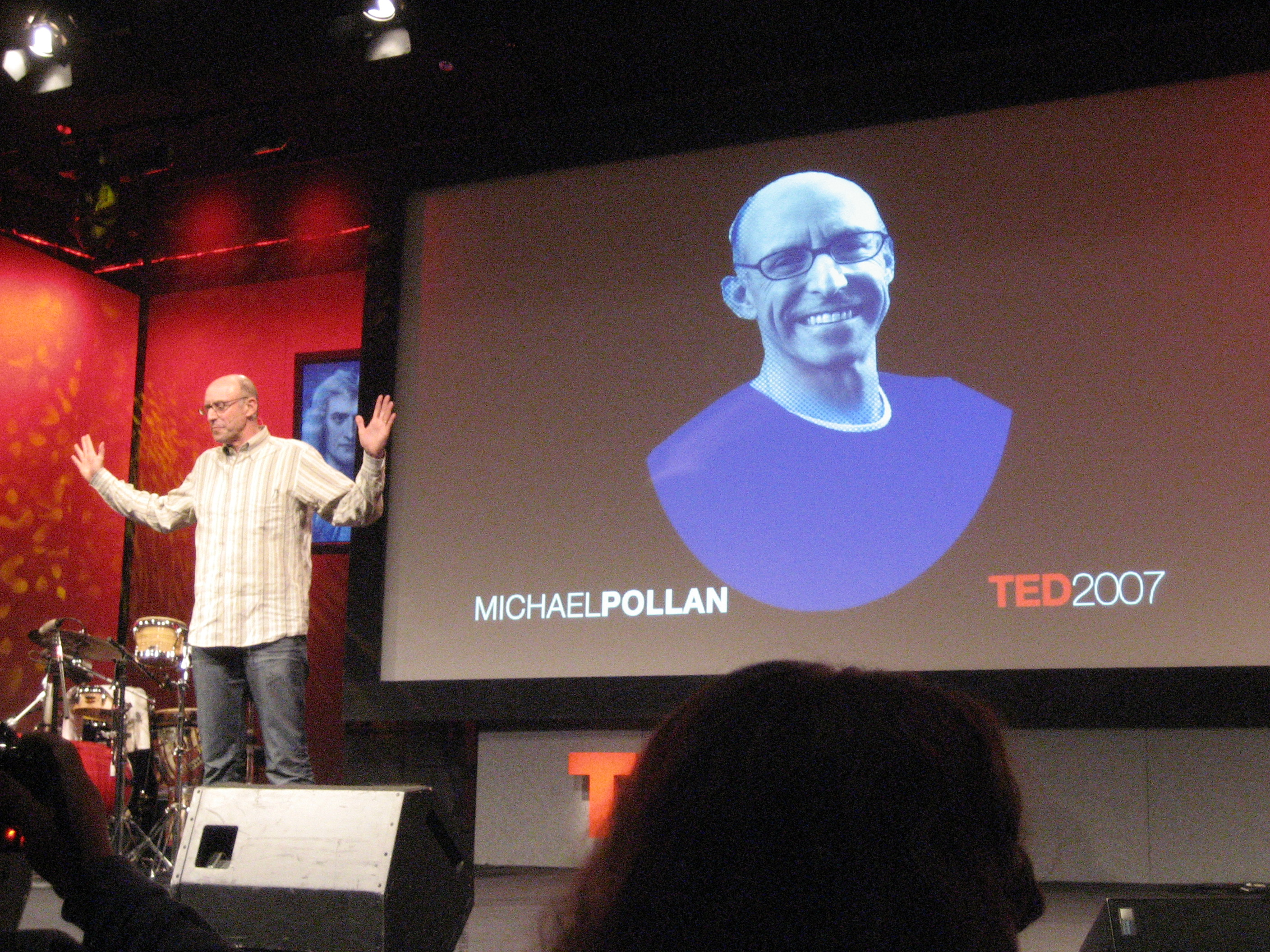
Michael Pollan lors d'une conférence TED en 2007

Depuis plus de trente ans, Michael Pollan écrit des livres et des articles sur l'endroit où les mondes humains et naturels se croisent: dans nos assiettes, dans nos fermes et jardins et dans nos esprits. Pollan est l'auteur de huit livres, dont six ont été des best-sellers du New York Times; trois d'entre eux (y compris son dernier, How to Change Your Mind) étaient immédiatement des best-sellers n ° 1 du New York Times. Les livres précédents incluent Cooked (2013), Food Rules (2009), In Defense of Food: An Eater's Manifesto (2008) et The Omnivore's Dilemma: A Natural History of Four Meals (2006), qui a été nommé l'un des dix meilleurs livres de 2006 par le New York Times et le Washington Post. Il a également remporté le California Book Award, le Northern California Book Award, le James Beard Award pour la meilleure écriture culinaire et a été finaliste pour le National Book Critics Circle Award. Une édition révisée pour jeunes lecteurs d'Omnivore's Dilemma a été publiée en 2015. Le livre de Pollan de 2001, The Botany of Desire: A Plant's-Eye View of the World, également un best-seller du New York Times, a été reconnu comme le meilleur livre de l'année par American Booksellers Association et Amazon.com. Pollan est également l'auteur de A Place of My Own (1997) et Second Nature (1991). Une édition élargie de Food Rules, avec des illustrations originales de Maira Kalman, a été publiée en 2011. How to Change Your Mind a été nommé l'un des 10 meilleurs livres du New York Times de 2018. En 2020, il a publié un nouveau livre audio intitulé Caffeine, disponible auprès d'Audible. En 2021, il publiera un livre intitulé This is Your Mind on Plants.
Une mini-série Netflix de quatre heures basée sur Cooked a été créée en février 2016. PBS a présenté un documentaire spécial de deux heures basé sur The Botany of Desire à l'automne 2009 et un documentaire de deux heures basé sur In Defence of Food a été diffusé à l'échelle nationale en décembre 2015 et a été nommé pour un Emmy. Pollan est également apparu dans le documentaire 2008 nommé aux Oscars Food Inc., qui était en partie basé sur The Omnivore’s Dilemma. Il travaille actuellement sur une série Netflix en quatre parties basée sur Comment changer d'avis ainsi qu'une suite de Food Inc.
Auteur du New York Times Magazine depuis 1987, l’écriture de Pollan a reçu de nombreux prix, dont le James Beard Award de la meilleure série de magazines en 2003; le prix John Burroughs (pour le meilleur essai d'histoire naturelle en 1997); le Prix Nouvelle Vision de la QPB (pour son premier livre, Second Nature); le 2000 Reuters-I.U.C.N. Prix mondial du journalisme environnemental pour ses reportages sur les cultures génétiquement modifiées; et le prix Genesis 2003 de la Humane Society of the United States pour ses écrits sur l’agriculture animale; le prix du leadership de la Fondation James Beard (2014); le prix Nierenberg pour la science dans l'intérêt public de la Scripps Institution of Oceanography (2014); le prix Washburn pour «contribution exceptionnelle à la compréhension publique de la science» du Boston Museum of Science; le Premio Nonino 2013, un prix littéraire international; la Médaille des sciences humaines de l'Université de Washington en 2015 et la bourse Lennon Ono pour la paix en 2010. En 2009, Pollan a été nommé l'un des 10 meilleurs «nouveaux leaders d'opinion» par le magazine Newsweek. En 2010, il a été choisi par Time Magazine comme l'une des 100 personnes les plus influentes au monde.
Les essais de Pollan ont été publiés dans de nombreuses anthologies, notamment Best American Essays, Best American Science Writing et Norton Book of Nature Writing. En plus de publier régulièrement dans le New York Times Magazine, ses articles sont parus dans The New Yorker, Harper's (où il a été pendant de nombreuses années rédacteur en chef), Mother Jones, Gourmet, Vogue, Travel + Leisure, Gardens Illustrated, The Nation et le New York Review of Books.
Pollan a reçu un doctorat honorifique de l'Université des sciences gastronomiques et, en 2015-2016, était membre du Radcliffe Institute for Advanced Study à Harvard.
En 2003, Pollan a été nommé professeur de journalisme John S. et James L. Knight à l’école supérieure de journalisme de l’UC Berkeley et directeur du programme Knight en journalisme scientifique et environnemental. En 2017, il a été nommé professeur de pratique de la non-fiction à Harvard et premier conférencier en arts Lewis Chan de l'université. En 2020, avec Dacher Keltner et d'autres, il a cofondé l'UC Berkeley Center for the Science of Psychedelics. Le centre mènera des recherches utilisant des psychédéliques pour étudier la cognition, la perception et l'émotion et leurs bases biologiques dans le cerveau humain. En plus d'enseigner, il donne de nombreuses conférences sur l'alimentation, l'agriculture, la santé et la science psychédélique.

Michael Pollan, né en 1955, a grandi à Long Island et a fait ses études au Bennington College, à l’Université d’Oxford et à l’Université Columbia, dont il a obtenu une maîtrise en anglais. Il vit dans la région de la baie avec sa femme, la peintre Judith Belzer.

## Ouvrages et articles

### Livres
- (en) Second Nature: A Gardener's Education. New York: Atlantic Monthly Press. 1991.  (ISBN 978-0-87113-443-1).
- (en) A Place of My Own: The Education of an Amateur Builder. New York: Random House. 1997.  (ISBN 978-0-679-41532-9).
- (en) The Botany of Desire: A Plant's-Eye View of the World. New York: Random House. 2001.  (ISBN 978-0-375-50129-6).
- (en) The Omnivore's Dilemma: A Natural History of Four Meals. New York: Penguin Press. 2006.  (ISBN 978-1-59420-082-3).
- (en) In Defense of Food: An Eater's Manifesto. New York: Penguin Press. 2008.  (ISBN 978-1-59420-145-5).
- (en) Food Rules: An Eater's Manual. New York: Penguin Press. 2009.  (ISBN 978-0-14-311638-7).
- (en) Cooked: A Natural History of Transformation. New York: Penguin Press. 2013.  (ISBN 978-1-59420-421-0).
- (en) Pollan Family Table. New York: Scribner. 2014.  (ISBN 978-1-476746371).
- (en) How to Change your Mind - What the New Science of Psychedelics Teaches Us About Consciousness, Dying, Addiction, Depression, and Transcendence. New York: Penguin Press. 2018.  (ISBN 978-1594204227)
- Voyage aux confins de l'esprit. Ce que le LSD et la psilocybine nous apprennent sur nous-mêmes, la conscience, la mort, les addictions et la dépression, Lausanne, Quanto, 2019  (ISBN 978-2889153077)
- (en) This Is Your Mind on Plants. New York: Penguin Press. 2021.  (ISBN 978-0593296905)

### Articles
- (en) Opium Made Easy, Harper's, avril 1997
- (en) When a Crop Becomes King, The New York Times, 19 juillet 2002
- (en) The Trip Treatment, The New Yorker, p. 36–47, 9 février 2015